# Битка код Кустоце (1848)
Битка код Кустоце вођена је 23-25. јула 1848. године између војске Аустријског царства са једне и војске Сардиније са друге стране. Део је Италијанских ратова за независност, а завршена је победом Аустријанаца.

## Битка

### Аустријски напад (23. јул)
После заузећа Виченце и добијених појачања, аустријски фелдмаршал Радецки је са својом армијом од 5 корпуса (60.000 људи) 22. јула поново кренуо у офанзиву. Сардинска војска под краљем Карлом Албертом, јачине 77.000 људи, је средином јула била развучена од Говернола на реци По до Риволија код Вероне у долини Адиђе. Радецки је решио да са прикупљеним снагама пробије непријатељску средину код Соне и Сомакампање. Аустријски 1. и 2. корпус су 23. јула код ових места ударили на сардински 2. корпус и до вечери истог дана натерали га да се повуче на десну обалу Минча. 

### Италијански напад (24. јул)
Радецки је намеравао да настави пробој и да са 2. корпусом пређе Минчо, а 1. корпус да штити јужни бок. На другој страни, сардински 1. корпус није прешао Минчо да би се спојио са 2. корпусом, па је краљ код Вилафранке прикупио 4 бригаде и коњичку дивизију да би напао непријатеља у бок и позадину. Сардински напад од Вилафранке према линији ивичних висова Кустоца-Сомакампања 24. јула приморао је делове аустријског 4. корпуса (бригада Зимбашен) да се повуку према северу. Увече су Сардинци били у позадини аустријских главних снага. У међувремену је Радецки 24. јула код Салионца форсирао Минчо и пребацио укупно четири бригаде 1. и 1. резервног корпуса на десну (западну) обалу. Оне су се осигурале према Пескијери и пошле за сардинским 2. корпусом који је са главнином кренуо према Волти. Остале бригаде аустријског 1. и 1. резервног корпуса биле су 24. јула увече на левој (источној) обали Минча у Валеђу и Олиозију. Армија Радецког се дакле налазила на обема обалама Минча, али у једној групи, док је сардинска била аустријском армијом поцепана на два дела, а трећи се налазио код Мантове.

### 25. јул
Успехом Сардинаца против бригаде Зимбшен аустријска армија је угрожена с бока и леђа, а веза са Вероном била је у опасности. Радецки је одустао од надирања према западу и преношења тежишта дејства на десну обалу Минча. Задржавајући запоседнуте делове преко Минча, решио је да са главнином нападне противника код Кустоце и Сомакампање. Фронт армије окренут је према југоистоку, а на десној обали остављена је једна бригада ради обезбеђења према сардинском 2. корпусу. Карло Алберт, не знајући ништа о догађајима на Минчу западно од њега, решио је да идућег дана настави напад у бок и позадину Аустријанаца.
Обостране одлуке довеле су 25. јула до наставка битке. Одлука је пала код Сомакампање, где су три аустријске бригаде одбациле једну сардинску. Под ударима све јачих снага Аустријанаца, уздрман је цео сардински фронт Сардински 1. корпус није интервенисао, а своју резерву у Виљафранки краљ није хтео да жртвује. Ноћу је извршено повлачење сардинских снага с леве обале Минча преко Виљафранке на Гоито. Губици: Аустријанци: 2.838, Сардинци 1.139 људи. Већи губици Аустријанаца објашњавају се поразом бригаде Зимбшен.